# Clusia lineata
Clusia lineata är en tvåhjärtbladig växtart som först beskrevs av George Bentham, och fick sitt nu gällande namn av Planchon och Triana. Clusia lineata ingår i släktet Clusia och familjen Clusiaceae. Inga underarter finns listade i Catalogue of Life.